# Nowe przygody Olivera
Nowe przygody Olivera / Oliver Twist (hiszp. Las Adventuras de Oliver Twist / El pequeño ladronzuelo, ang. The New Adventures of Oliver) – meksykański film animowany z 1987 roku w reżyserii Fernanda Ruiza będący ekranizacją powieści Karola Dickensa „Oliver Twist”.

## Fabuła
Akcja toczy się w Londynie, przedstawia losy osieroconego chłopca imieniem Oliver. Chłopak wiedzie trudne życie, często jest głodny i niewyspany. Dorastając w sierocińcu Oliver jest bardzo często ofiarą złych żartów ze strony pozostałych wychowanków. Zawsze zostaje kozłem ofiarnym. Obwiniono go i niesprawiedliwie ukarano między innymi za wszczęcie bójki w jadalni. Chłopak zostaje zabrany z sierocińca w wieku 9 lat przez Pana Bumble, członka Wielkiej Rady. Aby przetrwać musi ciężko pracować. Oliwer często jest głodny i wyczerpany, gdy prosi kucharza o dokładkę zostaje ukarany. Chłopak postanawia uciec. Tuck zabiera go wraz z innymi do siebie. Tam Oliwer poznaje czym jest złodziejskie życie. Chłopiec zostaje związany z szajką złodziei i rzezimieszków, która każe mu okradać bogate domostwa. Poznaje m.in. Fagina, Nancy oraz groźnego bandytę i mordercę Bila Sikes’a. 

## Wersja polska
Film został wydany na kasetach VHS z polskim lektorem i angielskim dubbingiem.
- Czytał: Janusz Kozioł

## Dubbing meksykański
- Rocío Garcel – Oliver
- Lilia Sixtos – Nancy
- Juan Antonio Edwards – Truhar
- Yamil Atala – Sweble
- Rocio Prado – Villi Kent, Susana
- Patricia Acevedo – Michele, Rosa
- Eduardo Liñán – Bill Sikes
- Juan Domingo – Fagin, Pan Bumble
- Alvaro Tarcicio – Tuck
- Narciso Busquets – Pan Brownlow
- Velia Vegar – Pani Bedwin
- Jorge Roig – Mortimer
- Esteban Siller – Lesborne
- Carmen Donadio – Pani Mann
- Liza Willert – Sally, kobieta
- Emilio Querrero – Pan Limbkins
- Armando Rendis – Rossi
- Monica Elizabeth – Polly
- Ana Maria Grey – matka Olivera
- Carlos Segunto – kelner
- Eduardo Borja – mężczyzna
- Fernando Ruiz – kucharz
- Arturo Casanova – policjant
- J. Manuel Rosano – narrator

Źródło:

## Piosenki
- Lucerito de Invierno, Ternura y Amor, Siempre será Navidad w wykonaniu: Ruben Backman, Lilia Sixtos, Juan A. Edwards, chór „Getzegel” (Dyrygent Omar Fernández)
- oraz przewodni utwór ¿Por qué me gustan los nidos? w wykonaniu Plácido Domingo Jr.